# Бьёрн из Хоги

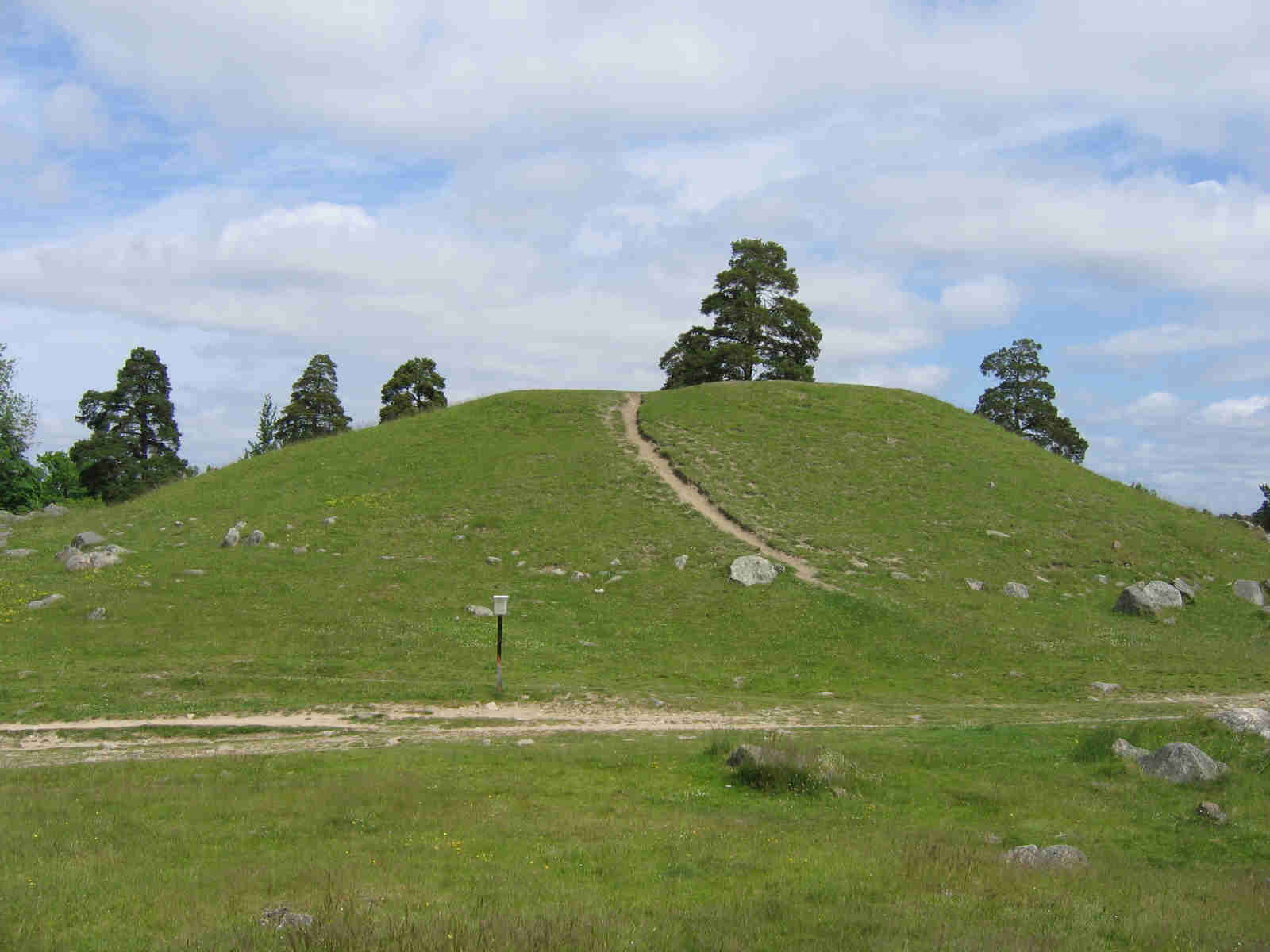
Курган Хога, возле которого жил король Бьёрн

Бьёрн из Хоги (швед. Björn på Håga) — полулегендарный король Швеции, согласно Саге о Хервёр, сын Эрика Бьёрнсона, правивший вместе с братом, Анундом Уппсальским. В саге упоминается племянник Бьёрна Эрик Анундсон, современник Харальда Прекрасноволосого, что позволяет датировать правление самого Бьёрна первой половиной IX века.
В «Книге о заселении Исландии» говорится о шведском поселенце, который одним из первых пришёл в Исландию — сыне Бьёрна из Хоги. Кроме того, о Бьёрне и его скальдах Браги Боддасоне и Эрпре Иутунди упоминает список Скальдаталь.
Также подтверждение историчности Бьёрна есть у святого Римберта в «Житии Ансгара» (лат. Vita Ansgarii), где упоминается «король Бьёрн» (лат. rex Bern). Историки ещё в XVIII веке придерживались единого мнения, что этот Бьёрн и есть Бьёрн из Хоги. Этому есть много доказательств в тексте произведения Римберта: так, Римберт пишет, что Ансгар приехал в Бирку и видел там этого короля — Бирка была частью владений Бьёрна из Хоги; Римберт также описывает другого короля Аноундуса, изгнанного, но затем вернувшегося с помощью датчан, и этот Аноундус, по мнению историков, и есть Анунд, брат Бьёрна.